# Бежични пренос енергије
Бежични пренос енергије је процес који се одвија у било ком систему где се електрична енергија преноси од извора до потрошача, без спајања истих у електрични склоп. Бежични пренос је посебно битан у случајевима када је потребан тренутан или сталан пренос енергије, али је спајање проводником незгодно, опасно или немогуће.
Иако су основни принципи у уба случаја повезани, овај пренос се разликује од бежичног преноса информација, где је проценат енергије који је примљен једино битан ако постане премали да би се разлучио сигнал. С бежичним преносом енергије, ефикасност је важнији услов што ствара важне разлике између ових двеју технологија.

## Историја
1864: Џејмс Клерк Максвел направио математички модел понашања електромагнетног зрачења.
1888: Рудолф Херц је потврдио постојање електромагнетног зрачења. Хертзова "машина за стварање електромагнетних таласа" је опште прихваћен као први радио одашиљач.
1894: Јагдиш Босе је потпалио барут и зазвонио удаљеним звоном користећи електромагнетне таласе, показујући да се комуникациони сигнали могу слати без употребе жица. 
1895: Јагдиш Босе је послао сигнале на растојање од скоро три километра.
1897: Гуљелмо Маркони је послао Морзеову азбуку на растојање од 6 км.
1897: Никола Тесла (проналазач радија, микроталаса и наизменичне струје) патентира своје прве патенте у вези Варденклифовог торња.
1900: Марконију није одобрен патент за проналазак радија у Сједњеним Америчким Државама. Канцеларија за патенте је напоменуо да "Марконијево глумљено незнање принципа" Теслиног осцилатора "је скоро апсурдно ...".
1901: Гуљелмо Маркони је први послао и примио сигнале преко Атлантског океана. Инжењер Отис Понд који је радио за Теслу, рекао је: "Изгледа да вас је Маркони предухитрио." Тесла му је одговорио: "Маркони је добар момак. Пусти га. Он користи 17 мојих патената."
1904: на Светском сајму у Сент Луису понуђена је награда за успех у покретању мотора цепелина од 0,1 коњске снаге (75 В) енергијом послатом бежично на растојање од 30 м. 
1926: Схинтаро Уда и Хидетсугу Јаги објавили су први рад о Јаги антена.
1964: Вилијам Браун је показао на вестима ЦБС-а са Валтером Кронкитом модел ваздухоплова на микроталасни погон који је добијао сву за лет потребну енергију из микроталасних зрака. Између 1969-1975 Браун је био технички директор ЈПЛ Раитхеон програма који је пренео 30 кВ преко удаљености од 2.5 км са 84% ефикасношћу.
1975: Голдстон Дип Спајс Коммуникејшнс Комплек је извршио експерименте са десетинама киловата.
2008: Интел је показао како се може бежично послати енергија да би се упалила сијалица са 75% ефикасношћу преноса

## Величина, удаљеност и ефикасност
Величина преноса је условљена удаљеношћу од предајника до пријемника, таласна дужина и Раилеигхов критеријум или дифракцијски лимит, коришћени у стандардном РФ (Радио Фреквенција) дизајну антена, који се такође примењује на ласерима.
Раилеигхјев критеријум одређује да ће се сваки зрак раширити (микроталасни или ласерски) и постати слабији, те дифузирати с удаљеношћу. Шта је антена одашиљача или извор ласера већи то је згуснутији ваздух и мање ће се распршити преко удаљености (и обрнуто). Мање антене такође имају значајне губитке због сметњи.
Тада се ниво снаге израчунава комбинацијом ових параметара, и сумирањем добитака и губитака због особина антене и прозирности медија кроз који зрачење пролази. Овај процес је познат као израчунавање буџета повезивања.
На крају, таласна ширина је физички одређена дифракцијом која произлази из односа величине тањира одашиљача у односу на таласну дужину електромагнетског зрачења којим се ствара ваздуха. Микроталасно слање снаге може бити ефикасније од ласера, и мање је склоно смањењу интензитета у атмосфери због прашине или водене паре.

## Пренос на мање удаљености
То су начини за бежични пренос енергије на удаљености упоредиве или неколико пута веће од димензија уређаја.

## Индукција
Рад електричног трансформатора је најједноставнији облик бежичног преноса енергије. Примарни и секундарни склоп трансформатора нису директно повезани. Пренос енергије се одвија помоћу електромагнетне завојнице у процесу познатом као обострана индукција. (Додатна корист је могућост повећања или смањивања волтаже.) Пуњач батерија на електричној четкици за зубе је пример како се може користити овај принцип. Ипак, главна мана индукције је кратак домет. Пријемник мора бити веома близу предајника или индуктора да би се могао индукциони спојити са њим.
Почев од раних 60-их 20. века резонантни индукциони бежични пренос енергије је успешно коришћен у усадивим медицинским уређајима укључујући уређаје попут пејсмејкера и вештачких срца. Док су рани системи користили резонантну пријемну завојницу, каснији системи такође примењују и резонантне предајне завојнице. Ови медицински уређаји су осмишљени тако да имају велику ефикасност користећи електронику мале снаге и узимајући у обзир малу неусклађеност и динамичко свијање завојница. Удаљеност између завојница у усадивим уређајима је обично мања од 20 цм. Данас се резонантни индукциони пренос енергије редовно користи за снабдевање електричном енергијому многим комерцијалним усадивим медицинским уређајима. 
Бежични пренос енергије за експерименте у покретњу електричних аутомобила и аутобуса је уређај велике снаге (> 10кВ) који користи индукциони пренос енергије. Високи ниво снаге је неопходан за брзо пуњење батерија, а велика ефикасност је потребна због исплативости и да би се избегао негативан утицај система на околину. Тест експерименталне путеви са електричним пољем саграђен око 1990. постигао је 80% енергетске ефикасности док је пунио батерију (прототипног) аутобуса на специјално опремљеној аутобуској станици. Аутобус је био опремљен увлачивим пријемног завојницом због лакше вожње. Удаљеност између предајника и пријемне завојнице био је предвиђен на 10 цм при пуној снази. Осим у аутобусима, коришћење бежичног преноса енергије истраживано је и за електричне аутомобиле, тј. Њихова паркирна места и гараже.
Неки од ових уређаја за бежичну резонантну индукцију раде на ниским миливатним нивоима снаге и покрећу их батерије. Други раде на већим киловатним нивоима снаге. Тренутни усадиви лекарски и уређаји за електрификацију путева су осмишљени да постигну више од 75% ефикасности при преносу док је растојање између предајника и пријемне завојнице мања од 10 цм.